# Joseph Sauveur
Joseph Sauveur (La Flèche, 24 de marzo de 1653 - París, 9 de julio de 1716) fue un profesor, matemático y físico francés. 
Fue profesor de matemáticas en el Colegio de Francia desde 1686.